# Håkan Strömberg (författare)
Bror Håkan Strömberg, född 1967 i Hallsberg, är en svensk författare och museipedagog. Efter Kulturvetarlinjen i Linköping och fortsatta studier i historia och litteraturvetenskap i Uppsala har han bland annat arbetat på Nordiska museet, Jamtli, Mölndals stadsmuseum och Göteborgs stadsmuseum. 
Strömberg debuterade 2002 med den kontrafaktiska romanen Odens öga. Handlingen utspelar sig i ett alternativt Sverige med bräcklig demokrati och starka religiösa motsättningar mellan hedningar, katoliker och protestanter. Strömberg har därefter gett ut en serie populärvetenskapliga böcker. I Lons ögon – en sällsam katts kulturhistoria (2015) undersöks lodjurets roll i västerländsk och svensk kulturhistoria. I sviten Lucia - den svenskaste av alla traditioner (2017), Allt om Karl den tolfte (2018) och Vikingen har visst horn (2021) utforskas olika centrala inslag i Sveriges kulturella jag-bild. Strömberg har varit en återkommande artikelförfattare i tidskriften Populär Historia och som anställd på Göteborgs stadsmuseum har han även författat skrifter som Museipedagogik från grunden (2012) och En guide till Göteborgs historia (2013).